# The Very Best of Cream
The Very Best of Cream es un álbum recopilatorio de la banda británica Cream. En este recopilatorio aparecen todos los temas del álbum Strange Brew y diez canciones más, por lo que no debe confundirse con Strange Brew: The Very Best of Cream de 1983.

## Lista de canciones
1."Wrapping Paper" (Bruce, Brown) – 2:21
2."I Feel Free" (Bruce, Brown) – 2:54
3."N.S.U." (Bruce) – 2:47
4."Sweet Wine" (Baker, Godfrey) – 3:19
5."I'm So Glad" (James) – 4:01
6."Spoonful" (Dixon) – 6:30
7."Strange Brew" (Clapton, Pappalardi, Collins) – 2:48
8."Sunshine of Your Love"(Bruce, Brown, Clapton) - 4:10
9."Tales of Brave Ulysses"(Clapton, Sharp) - 2:46
10."SWLABR" (Bruce, Brown) – 2:31
11."We're Going Wrong" (Bruce)– 3:29
12."White Room" (Bruce, Brown) – 4:58
13."Sitting on Top of the World" (Burnett) - 4:59
14."Politician" (Bruce, Brown) – 4:11
15."Those Were the Days" (Baker, Taylor) – 2:56
16."Born Under a Bad Sign" (Jones, Bell) – 3:09
17."Deserted Cities of the Heart" (Bruce, Brown) – 3:41
18."Crossroads" (Johnson, arr.Clapton) – 4:14
19."Anyone For Tennis" (Clapton, Sharp) – 2:38
20."Badge"(Clapton, Harrison) – 2:46
- Datos: Q1768320